# Karl Remy
Karl Remy (* 13. November 1883 in Höchst am Main; † 1951 in Steimel) war ein deutscher Bauingenieur und Eisenbahn-Baubeamter.

## Leben
Karl Remy stammte aus einer Hugenottenfamilie und war ein Sohn eines Druckereibesitzers. Er besuchte das Gymnasium in seiner Geburtsstadt und legte dort 1902 seine Reifeprüfung ab. Anschließend begann er sein Studium an der Technischen Hochschule Darmstadt und wechselte später an die Technische Hochschule Hannover, an der er 1907 als Abschluss den akademischen Grad eines Diplom-Ingenieurs erwarb.
Es folgte sein Eintritt in den Vorbereitungsdienst bei der Preußischen Staatsbahn, wo er der Eisenbahndirektion Mainz zugeteilt wurde. Später kam er zur Eisenbahndirektion Frankfurt am Main und arbeitete dort beim Bau des Osthafens mit. 1910 wurde er aufgrund seiner Dissertation mit dem Titel Die Größenbestimmung reiner Versand- und Empfangsschuppen zum Dr.-Ing. promoviert. Im darauffolgenden Jahr wurde er nach dem bestandenen Staatsexamen zum Regierungsbaumeister (Assessor in der öffentlichen Bauverwaltung) ernannt. Remy kam danach zur Eisenbahndirektion Königsberg.
Während des Ersten Weltkriegs war er bei der Eisenbahnbau-Kompanie 4 Verbindungsoffizier zum belgischen Feldeisenbahn-Chef. Er diente im Grenzschutz in Deutsch Eylau.
Nach Kriegsende war er bis 1924 Beauftragter des Reichsverkehrsministers beim Gouverneur des Memelgebiets und dann bis 1926 Leiter der Betriebsämter Allenstein und Königsberg der Deutschen Reichsbahn. Es folgte ab 1927 sein Einsatz als Dezernent für großstädtische Verkehrsangelegenheiten bei der Reichsbahndirektion Berlin. Hier waren seine Hauptaufgaben die Elektrifizierung der Berliner Stadtbahn und die Entwicklung des Untergrundbahnhofs Anhalter Bahnhof. Im Juli 1933 wurde Remy Nachfolger von Alfred Baumgarten als Personenzugreferent in der Hauptverwaltung der Deutschen Reichsbahn, nachdem Baumgarten aufgrund seiner jüdischen Abstammung auf Druck nationalsozialistischer Reichsbahner von seinem Posten entbunden worden war. Zuvor war Remy, wahrscheinlich zum 1. Mai 1933, Mitglied der NSDAP geworden (Mitgliedsnummer 1.597.939). Ehrenamtlich war er für die Partei im Kolonialpolitischen Amt der NSDAP aktiv.
Vom 1. September 1933 bis Kriegsende war er Präsident der Reichsbahndirektion Köln und wurde am 7. Dezember 1942 mit dem Ritterkreuz des Kriegsverdienstkreuzes mit Schwertern ausgezeichnet.
1931 veröffentlichte Remy einen Linienplan für die Berliner S-Bahn, der bestimmte Ausbauten des Liniennetzes vorwegnahm, aber sehr nah am aktuell bestehenden Grundausbau ist. Und auch seine anderen Arbeiten zum Berliner Liniennetz erhielten besondere Aufmerksamkeit.

## Schriften (Auswahl)
- Die Größenbestimmung reiner Versand- und Empfangsschuppen. (Dissertation) C. W. Kreidels Verlag, Wiesbaden 1910.
- Bahnhofsumbauten im Rahmen der Elektrisierung der Berliner Stadt-, Ring- und Vorortbahnen. In: Zentralblatt der Bauverwaltung, 48. Jahrgang 1928, Nr. 26, S. 421–425.
- Die Elektrisierung der Berliner Stadt-, Ring- und Vorortbahnen als Wirtschaftsproblem. Julius Springer, Berlin 1931.
- Die Elektrisierung der Wannseebahn in ihrer baulichen, wirtschaftlichen und städtebaulichen Bedeutung. In: Verkehrstechnische Woche, Jahrgang 1933, Heft 1/3.
- Das Großkampfjahr der Deutschen Reichsbahn. Julius Springer, Berlin 1939.
- Die Verkehrsentwicklung in den deutsch-afrikanischen Kolonien unter der Mandatsherrschaft. In: Archiv für Eisenbahnwesen, Jahrgang 1940, Heft 2, S. 134–185. (auch als Sonderdruck)
- (mit Ernst Randzio): Kolonialbahnbau. Die koloniale Verkehrspolitik in Afrika. Elsner Verlagsgesellschaft, Berlin 1942.
- (mit Karl Krüger und Albert Mühlig-Hofmann): Eisenbahnen im Rahmen des afrikanischen Gesamtverkehrs. Walter de Gruyter, Berlin 1943.
- Wiederaufbau der afrikanischen Eisenbahnen und Koordinierungsversuche im kolonialafrikanischen Verkehr. Wissenschaftlicher Verein für Verkehrswesen e. V., Essen 1951.